# Salto del tre

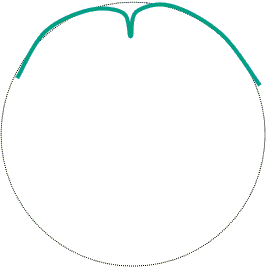

Il salto del tre è il più semplice salto del pattinaggio artistico, difatti è il primo che viene insegnato.
Nonostante la sua semplicità, è molto importante poiché è alla base dell'Axel: il salto del tre ha solo mezza rotazione, mentre l'Axel una e mezza, ma l'entrata è la stessa.
Si prepara, per i destrimani, prendendo velocità su un filo esterno destro indietro, si esce poi verso sinistra rimanendo sul filo esterno sinistro avanti; la gamba destra viene lanciata per dare slancio e direzione e si esegue mezza rotazione in aria, atterrando sul filo esterno destro indietro.